# Zorlu Center
Zorlu Center is een multifunctioneel complex in het financiële district Şişli van Istanboel in Turkije. Het complex bestaat onder andere uit een cultureel centrum met 14 zalen waarbij de grootste zaal een capaciteit heeft voor 2.262 personen, een winkelcentrum met 200 winkels, een vijfsterrenhotel met 181 kamers, kantoren en 584 appartementen verdeeld in 4 woontorens die ieder bestaan uit 22 etages. Onder het gehele complex bevindt zich een parkeergarage die plaats biedt voor 5000 auto's.